# オザワ部長
オザワ部長（おざわぶちょう、1969年10月6日 - ）は、日本の作家である。吹奏楽をメインテーマとしているため、吹奏楽作家と称することも多い。

## 人物・来歴等
神奈川県横須賀市出身。横須賀市立大楠中学校、神奈川県立横須賀高等学校、早稲田大学第一文学部文学科文芸専修を卒業。在学中は芥川賞作家の三田誠広に師事。日本文藝家協会会員。

## 活動
「世界でただ一人の吹奏楽作家」がキャッチフレーズ。
全国各地の学校の吹奏楽部や吹奏楽団を取材し、「あるある本」やノンフィクション、小説などの書籍を多数出版。取材で訪れた学校・楽団数はのべ500以上。47都道府県すべてに取材で訪れた。
吹奏楽をメインテーマとしているが、それ以外にマーチング、合唱、俳句、ダンスなどもテーマとして取り上げている。
新聞、雑誌、Web媒体、CDのブックレットに執筆するほか、トークショーや講演、ラジオ番組、コンサート出演（司会）、吹奏楽指導者のためのDVDにも出演する。
介護施設向け動画配信「旅介ちゃんねる」にもレポーターとして出演（2022年〜）。

## 著書
- 『みんなのあるある吹奏楽部』(2013年、新紀元社、編著)
- 『みんなのあるある吹奏楽部　ゴールド』(2014年、新紀元社、編著)
- 『あるある吹ペディア　オザワ部長のオモシロ吹奏楽部大事典!?』(2015年、学研プラス)
- 『オザワ部長の吹奏楽部物語　翔べ！私たちのコンクール』(2015年、学研パブリッシング)
- 『吹部ノート』(2015年、ベストセラーズ)
- 『きばれ！長崎ブラバンガールズ　藤重先生と活水吹部７か月の奇跡』(2016年、学研プラス、藤重佳久との共著)
- 『中学生ブラバン天国 オザワ部長のあるある吹部訪問』(2016年、学研プラス)
- 『吹部ノート2』(2016年、ベストセラーズ)
- 『もしも楽器が吹奏楽部員だったら!? ある吹部での出来事』(2016年、ベストセラーズ、監修)
- 『吹奏楽器擬人化まんが』(2017年、KADOKAWA、監修・コメント)
- 『サヨナラノオト　ブラバンガールズの約束』(2017年、学研プラス)
- 『あるある吹奏楽部の逆襲！』(2017年、新紀元社、編著)
- 『吹部ノート3』(2017年、ベストセラーズ)
- 『一球入魂！一音入魂！　甲子園に響け！熱援ブラバン・ダイアリー』(2018年、学研プラス)
- 『最強！大阪桐蔭高校吹奏楽部　梅田先生と部員170名の青春ラプソディ』(2019年、学研プラス)
- 『吹奏楽部アナザーストーリー』上巻・下巻(2019年、ベストセラーズ)
- 『新・吹部ノート 私たちの負けられない想い』(2019年、ベストセラーズ)
- 『青春サプリ。なりたい自分になれる』(2020年、ポプラ社、共著)
- 『青春サプリ。乗り越えられない試練なんてない』(2020年、ポプラ社、共著)
- 『しゅんPの病院あるある』(2020年、マキノ出版、構成)[12]
- 『美爆音！ぼくらの青春シンフォニー　習志野高校吹奏楽部の仲間たち』(2020年、岩崎書店)
- 『吹奏楽部バンザイ!!　コロナに負けない』(2021年、ポプラ社)
- 『今日からはじめる!　すぐできる!　吹奏楽新時代の指導メソッド』(2021年、学研プラス)
- 『青春サプリ。好きだから負けたくない』(2022年、ポプラ社、共著)
- 『旭川商業高校吹奏楽部のキセキ　熱血先生と部員たちの「夜明け」』(2022年、学研プラス)
- 『青春サプリ。この一瞬にすべてを』(2022年、ポプラ社、共著)
- 『青春サプリ。夢をあきらめない』(2023年、ポプラ社)
- 『空とラッパと小倉トースト』(2023年、学研プラス)
- 『いちゅんどー！西原高校マーチングバンド 〜沖縄の高校がマーチング世界一になった話〜』（2024年、新紀元社）
- 『とびたて！みんなのドラゴン 難病ALSの先生と日明小合唱部の冒険』（2024年、岩崎書店）
- 『吹部ノート　12分間の青春』（2025年、日本ビジネスプレス）

上記のほか、全日本吹奏楽コンクールの年刊ムック『吹奏楽の星』(朝日新聞出版)にも寄稿している。

## CD
- 王様の箱　吹奏楽名曲集(キングレコード、2016年) - 選曲・ライナーノーツ
- ゴールド、金賞！ 全日本吹奏楽コンクール人気曲ベスト(キングレコード、2017年) - 選曲・ライナーノーツ
- オザワ部長presents全日本吹奏楽コンクール名演ベスト(キングレコード、2018年) - 選曲・ライナーノーツ

## ラジオ
- TBSラジオ　たまむすび(TBSラジオ、2014年3月5日) - ゲスト出演[13]
- コンテンポラリー・クラシック・ステーションOTTAVA　OTTAVA Salone(OTTAVA株式会社、2015年3月13日 - 2016年11月8日) - コーナー「Bravo Brass　ブラバンピープル集まれ！オザワ部長のLet’s吹奏楽部」にレギュラー出演
- NHK-FM　今日は一日“ブラバン”三昧(日本放送協会、2015年11月3日)[14]
- NHK-FM　今日は一日“吹奏楽”三昧リターンズ(日本放送協会、2016年11月3日)[15][16]
- コンテンポラリー・クラシック・ステーションOTTAVA　OTTAVA Bravo Brass　ブラバンピープル集まれ！オザワ部長のLet’s吹奏楽部[17](OTTAVA株式会社、2016年11月19日 - 2019年3月30日) - プレゼンター[18]
- コンテンポラリー・クラシック・ステーションOTTAVA　OTTAVA Mall[19](OTTAVA株式会社、2017年2月8日 - ) - プレゼンター[20][21]
- JFN　オザワ部長の青春RADIO吹奏楽部(全国FM放送協議会の特別番組、2017年6月17日以降全国の加盟局で放送)[22]
- JFN　オザワ部長の青春RADIO吹奏楽部　歓喜と涙のコンクール編(全国FM放送協議会の特別番組、2017年12月31日以降全国の加盟局で放送)[23]
- JFN　OTOBAKO〜いつも心に音楽を〜(全国FM放送協議会、2018年7月30日以降全国の加盟局で放送) - ゲスト出演[24]
- コンテンポラリー・クラシック・ステーションOTTAVA・JFN　Bravo Brass〜集まれ!ブラバンピープル〜(OTTAVA株式会社・全国FM放送協議会、2019年4月6日 - 2022年1月29日) - プレゼンター
- エフエム長崎　JOY BRASS(エフエム長崎、2019年10月25日) - ゲスト出演[25]
- J-WAVE　JUST A LITTLE LOVIN’（J-WAVE、2024年8月7日）- ゲスト出演[26]

## テレビ
- NHK Eテレ　沼にハマってきいてみた(日本放送協会、2019年3月20日[27]・2020年9月30日[28]) - ゲスト出演
- フジテレビジョン　この世界は1ダフル(フジテレビジョン、2024年10月17日)

## 連載
- 朝日新聞デジタル　奏でるコトバ、響くココロ(朝日新聞社、2017年7月12日 - 2022年3月23日)[29][30]
- 月刊誌『ぶらあぼ』　OTTAVAへようこそ!(東京MDE、2018年6月号 - 2019年2月号) - コラムそのものは斎藤茂が担当。2018年6月号に初登場[31]、7月号より「オザワ部長の"コラム in コラム"」として掲載開始[32]
- 朝日新聞デジタル　My吹部Seasons(朝日新聞社、2022年4月12日 - )[33]
- eぶらあぼ　ガンバレ！吹奏楽部！ぶらあぼブラス！(ぶらあぼホールディングス、2022年5月 - )[34]

## その他
- 「架空の学校の吹奏楽部の部長」という設定でペンネームを決めた。一時期、OTTAVAのコンサートや公開生中継、吹奏楽のイベントには学ランを着用して出演していた[35]。
- 『Bravo Brass』が『OTTAVA Salone』内のコーナーだった時期、番組ページにはプレゼンター(一般のラジオ局におけるディスクジョッキーやパーソナリティにあたる)としての紹介はなかった。しかし、ともにコーナーを進行していた森雄一は、番組内で「ゲストではなく、私と一緒にやっているパーソナリティ」(2015年11月13日)、「(吹奏楽分野では)OTTAVAを代表するプレゼンター」(2016年1月8日)と説明していた。『OTTAVA Bravo Brass』の番組ページ[36]にはちゃんと紹介が掲載されている。
- 現役当時はアルト・テナー・バリトンの3種のサックスを担当。現在はソプラノサックスとアルトサックスを吹く。所有するソプラノサックス(ヤマハ YSS-875)の名前「ヤマ和(お)」を命名したのはSKE48の古畑奈和[1]。ほかに、セルマーのサックス「セル夫」[37]を所有。『OTTAVA Bravo Brass』(2017年7月15日)にゲスト出演した本多俊之と『マルサの女』テーマ曲を合奏した際は、本多のアルトサックスを借りて演奏した[38]。
- 好きな吹奏楽曲は内藤淳一『吹奏楽のためのインヴェンション第1番』、フィリップ・スパーク『宇宙の音楽』とのこと[36]。
- 2017年9月17日、トーク&交流イベント「オザワ部長のあるある吹奏楽部〜吹奏楽ファン交流会〜」に出演した[39][40]。
- 著書『吹奏楽部バンザイ!!　コロナに負けない』の中の水戸女子高等学校吹奏楽部の章が2023年7月に『ファンファーレ!!　〜響き続けた吹奏楽部の物語〜』として水戸市民会館で舞台化された。（演出・深作健太、脚本・井上桂、出演・荻沼栄音、黒河内りく、田代明、桜井木穂、鈴木咲人心ほか）
- 小説『空とラッパと小倉トースト』が立命館慶祥中学校、長野県公立高等学校、徳島県公立高等学校の国語の入試問題に採用された（2024年度入試）。
- ノンフィクション書籍『とびたて！みんなのドラゴン 難病ALSの先生と日明小合唱部の冒険』が第71回（2025年度）青少年読書感想文全国コンクールの課題図書（小学校高学年の部）に選定された。